# هوندا سی‌بی۳۵۰اف
هوندا سی‌بی۳۵۰اف (به انگلیسی: Honda CB350F) یک موتور سیکلت ژاپنی چهار سیلندر، با موتور چهارزمانه، ۳۴۷ سی‌سی که از سال ۱۹۷۲ تا ۱۹۷۴ توسط کمپانی هوندا در ژاپن ساخته می‌شد. 